# 7 Blades
7 Blades (セブンブレイズ?) es un videojuego de acción y aventuras desarrollado por Konami para la consola de juegos doméstica PlayStation 2 (PS2). Fue lanzado en Japón el 21 de diciembre de 2000 y en las regiones PAL el 28 de septiembre de 2001.

## Trama
7 Blades está basada en la película Zipang de 1990, dirigida por el cineasta japonés Kaizo Hayashi. El juego tiene lugar en el Japón de mediados del siglo XVII, durante el cual el shogunato Tokugawa estaba ganando poder. El juego se desarrolla en la isla artificial Dejima, que el gobierno japonés utiliza para albergar a extranjeros occidentales y donde un grupo cristiano intenta separarse del resto del país.  El personaje principal es Gokurakumaru, un mercenario violento y pobre mujeriego. Viaja con su interés amoroso armado (Oyuri) y su compañero (Togizo). Este último proporciona un alivio cómico y sostiene las espadas mientras Gokurakumaru las recoge una por una.

## Desarrollo y lanzamiento
7 Blades fue desarrollado por Konami Computer Entertainment Japan East (KCEJ East) en asociación con Paradise Pictures. El juego estuvo en desarrollo durante más de dos años con una plantilla de unas 20 personas. Konami contó con la ayuda de Hayashi, quien se desempeñó como supervisor de dirección del juego y se le dio control creativo sobre la historia, el diálogo y la acción.   Hayashi no había estado involucrado en videojuegos antes de 7 Blades, pero comenzó a inclinarse hacia la producción de un juego de este tipo cuando se hicieron avances visuales en los gráficos por computadora en el medio, esforzándose por hacerlo "universalmente atractivo". Hayashi quería que 7 Blades cubriera una amplia gama de géneros, y que incluso con el jugador matando a una gran cantidad de enemigos, esperaba que también pudiera disfrutarse como un sofisticado juego de lucha con espadas. Hayashi sintió que entrelazar las ramas de la historia de los dos personajes jugables era una característica "sólo posible en un juego". Hayashi eligió crear un juego en lugar de una película debido a lo que percibía como el potencial ilimitado de los juegos.
Tanto Hayashi como el productor Atsushi Horigami entendieron la importancia de la jugabilidad e insistieron en hacer "una película con algunos elementos de acción muy profundos". El director del proyecto y escritor Shinsuke Mukai describió el juego como similar a Tomb Raider y Tenchu, aunque se inclina hacia más acción y una jugabilidad menos centrada en el sigilo. El juego fue planeado inicialmente para la PlayStation original.Sin embargo, el desarrollador solo pudo alcanzar tres enemigos junto al jugador, por lo que se buscó una tecnología más poderosa. Se consideró el Dreamcast, pero el hardware de PlayStation 2 permitía fondos superiores y hasta 20 enemigos simultáneos.
7 Blades fue anunciado por primera vez por Konami en mayo de 2000, justo antes de la Electronic Entertainment Expo (E3). Konami lanzó las primeras capturas de pantalla del juego en julio de ese año y lo puso a disposición para jugar en el Tokyo Game Show en septiembre. El juego fue lanzado en Japón el 21 de diciembre de 2000 junto con la banda sonora original de 7 Blades producida por Meyna Company y el sencillo del tema de apertura "Love Will See Us Though" de Sayaka Kubo. Dengeki Media Works publicó una novelización del juego titulada 7 Blades Jigoku Gokurakumaru to Teppou Oyuri (7BLADES—地獄極楽丸と鉄砲お百合?)  de Ryosuke Sakaki en febrero de 2002.

## Recepción
7 Blades recibió una tibia respuesta crítica de publicaciones europeas y australianas, y actualmente tiene una puntuación total del 64,5% en GameRankings. 
El juego fue relanzado bajo la gama de títulos económicos "Konami the Best" en Japón, así como su colección de títulos económicos europeos.